# Саураштра (штат)

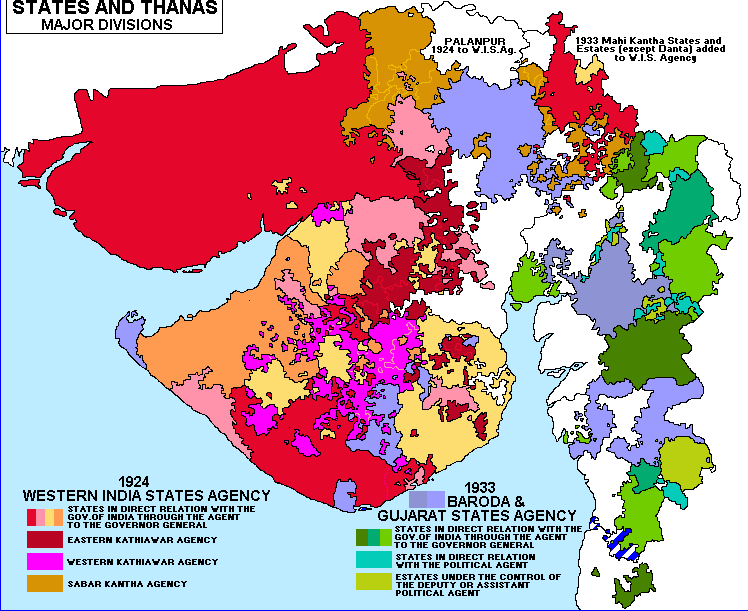
Саураштра в 1920-30-х годах, разделённая на княжества

Штат Саураштра — штат Индии, существовавший в 1948—1956 годах. Столица — Раджкот.
Во времена британского владычества в Индии в регионе Саураштра с полуостровом Катхиявар существовало более 200 туземных княжеств — от таких крупных, как Барода, до совсем мелких владений. Во время раздела Британской Индии Валлабхаи Патель приложил огромные усилия для того, чтобы уговорить их правителей войти именно в состав Индийского Союза. 24 января 1948 года состоялся Конвенант, на котором большинство правителей провозгласили создание Соединённых государств Катхиявара. Раджпрамукхом нового штата сначала стал бывший правитель Бхавнагара, а затем — бывший джам сахиб Наванагара.
Однако в это образование вошли не все. Правитель Бароды решил попытаться сделать своё княжество полностью независимым государством (в итоге он согласился на его интеграцию в штат Бомбей), а правители Джунагадха, Мангрола, Манавадара и ряда других владений попытались войти в состав Пакистана. Молодое индийское государство не могло допустить создания внутри страны враждебных анклавов, поэтому эти правители были свергнуты, а народ на референдумах проголосовал за вхождение в состав Индии.
Однако оставалась юридическая загвоздка: хотя эти территории и вошли в состав Индии, но они не являлись частью Соединённых государств Катхиявара, ими управляли Исполнительный совет Джунагадха, представители которого не участвовали в Конвенанте.
В ноябре 1948 года Соединённые государства Катхиявара были переименованы в Объединённый штат Саураштра, в который после дополнительного Конвенанта вошли земли других бывших владений. После второго дополнительного Конвенанта, состоявшегося в январе 1949 года, в состав Саураштры вошёл Джунагадх. 20 февраля 1949 года правительства Джунагадха, Мангрола, Манавадара, Бабариавада, Бантвы и Сардаргарха официально передали свои полномочия правительству штата Саураштра.
В 1956 году, в соответствии с Актом о реорганизации штатов, штат Саураштра был присоединён к штату Бомбей.